# II. konstitutionelle Regierung Osttimors

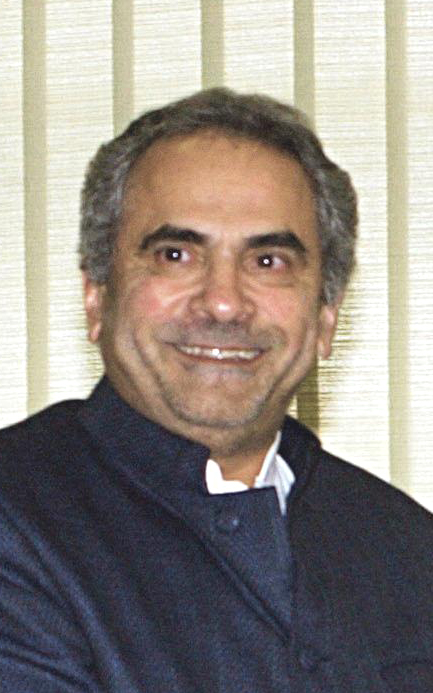
José Ramos-Horta, Premierminister und Außenminister

Die II. konstitutionelle Regierung Osttimors (II Constitutional Government) war die zweite Regierung Osttimors seit der Entlassung Osttimors in die Unabhängigkeit am 20. Mai 2002. Der parteilose Premierminister José Ramos-Horta regierte vom 10. Juli 2006 bis zum 19. Mai 2007.

## Geschichte
Nach dem Rücktritt von Premierminister Marí Alkatiri am 26. Juni 2006 aufgrund der Unruhen in Osttimor 2006 übernahm der bisherige Außenminister und Friedensnobelpreisträger José Ramos-Horta das Amt. Am 14. Juli wurde sein Kabinett vorgestellt. Am 21. Juli wurde es noch ergänzt durch die Ernennungen von José Luís Guterres und José Agostinho Sequeira. 2007 trat Ramos-Horta als Premierminister zurück, nachdem er die Präsidentschaftswahlen in Osttimor 2007 gewonnen hatte. Am 20. Mai 2007 wurde Ramos-Horta zum Staatspräsidenten vereidigt.

## Mitglieder der Regierung
| Regierung Ramos-Horta 14. Juli 2006 – 19. Mai 2007      |                                                                                               |
| Name                                                    | Posten                                                                                        |
| José Ramos-Horta (parteilos)                            | Premierminister, Minister für Verteidigung                                                    |
| Estanislau da Silva                                     | stellvertretender Premierminister, Minister für Landwirtschaft, Forstwirtschaft und Fischerei |
| Rui Maria de Araújo (parteilos)                         | stellvertretender Premierminister, Minister für Gesundheit                                    |
| Minister                                                |                                                                                               |
| Domingos Maria Sarmento (FRETILIN)                      | Minister für Justiz                                                                           |
| Rosária Corte-Real (FRETILIN)                           | Ministerin für Bildung und Kultur                                                             |
| Alcino Araújo Baris                                     | Minister für Inneres                                                                          |
| Inácio Moreira                                          | Minister für Verkehr und Kommunikation                                                        |
| Maria Madalena Brites Boavida (FRETILIN)                | Ministerin für Planung und Finanzen                                                           |
| Ana Pessoa Pinto (FRETILIN)                             | Ministerin für Staatsadministration                                                           |
| José Luís Guterres                                      | Minister für Äußeres                                                                          |
| Arcanjo da Silva                                        | Minister für Entwicklung                                                                      |
| Arsénio Paixão Bano                                     | Minister für Arbeit und Solidarität                                                           |
| Odete Víctor da Costa                                   | Ministerin für staatliche Bauvorhaben                                                         |
| José Teixeira                                           | Minister für Natürliche Ressourcen, Mineralien und Energie                                    |
| Antoninho Bianco (FRETILIN)                             | Minister für den Ministerrat                                                                  |
| Vizeminister                                            |                                                                                               |
| Valentim Ximenes                                        | Vizeminister für Staatsadministration                                                         |
| Filomeno Aleixo da Cruz                                 | Vizeminister für Staatsadministration                                                         |
| Ilda Maria da Conceição (parteilos)                     | Vizeministerin für Grund- und Mittelschule                                                    |
| Vítor da Conceição Soares                               | Vizeminister für Technische und höhere Bildung                                                |
| José Agostinho Sequeira Somotxo                         | Vizeminister für Inneres                                                                      |
| Aicha Bassarewan (FRETILIN)                             | Vizeministerin für Planung und Finanzen                                                       |
| Francisco Tilman de Sá Benevides (FRETILIN)             | Vizeminister für Landwirtschaft, Forst und Fischerei                                          |
| Luís Maria Lobato                                       | Vizeminister für Gesundheit                                                                   |
| Isabel da Costa Ferreira (parteilos)                    | Vizeminister für Justiz                                                                       |
| Adaljíza Magno (FRETILIN)                               | Vizeministerin für Außenangelegenheiten und Kooperation                                       |
| Raúl da Cunha Mousaco (FRETILIN)                        | Vizeminister für staatliche Bauvorhaben                                                       |
| António Cepeda                                          | Vizeminister für Entwicklung                                                                  |
| Staatssekretäre                                         |                                                                                               |
| João Baptista Alves                                     | Staatssekretär für Umweltplanung, Territorialordnung und Entwicklung                          |
| Gregório José da Conceição Ferreira de Sousa (FRETILIN) | Staatssekretär für den Ministerrat                                                            |
| José Maria dos Reis (FRETILIN)                          | Staatssekretär für die Region I (Lautém, Viqueque und Baucau)                                 |
| Adriano Corte-Real (FRETILIN)                           | Staatssekretär für die Region II (Manatuto, Manufahi, Ainaro)                                 |
| Carlos da Conceição de Deus (FRETILIN)                  | Staatssekretär für die Region III (Dili, Aileu, Ermera)                                       |
| Lino de Jesus Torrezão (FRETILIN)                       | Staatssekretär für die Region IV (Bobonaro, Cova Lima, Liquiçá)                               |
| Albano Salem                                            | Staatssekretär mit Sitz in Oe-Cusse Ambeno                                                    |
| José Manuel Fernandes                                   | Staatssekretär für Jugend und Sport                                                           |
| David Ximenes                                           | Staatssekretär für Veteranen und ehemalige Kämpfer                                            |